# Ерофеев, Михаил Васильевич
Михаил Васильевич Ерофеев (14 [26] февраля 1839, Санкт-Петербург — 19 [31] декабря 1888, Санкт-Петербург) — русский учёный-минералог и исследователь метеоритов.

## Биография
Родился в Санкт-Петербурге 14 (26) февраля 1839 года в семье священника Санкт-Петербургского почтамта.
В 1863 году окончил Физико-математический факультет Санкт-Петербургского университета со степенью кандидата естественных наук.
С 30 ноября 1864 года был назначен консерватором минералогического кабинета Санкт-Петербургского университета и 8 марта 1865 года командирован за границу. После возвращения был утверждён 5 октября 1870 года доцентом по кафедре минералогии и геогнозии в Императорском Новороссийском университете.
После защиты диссертации на тему «Кристаллографические и кристаллооптические свойства турмалинов» 7 декабря того же года советом Санкт-Петербургского университета был утверждён в степени магистра минералогии и геогнозии; 1 ноября 1871 года назначен доцентом минералогии и геогнозии в Санкт-Петербургском университете. Также он преподавал минералогию в 1871—1873 годах в Санкт-Петербургском технологическом институте.

В 1887 г. проф. П. А. Лачинов и Ерофеев нашли алмазный порошок в метеорном камне, упавшем в Пензенской губернии, Краснослободского уезда, около выселка Новый Урей (10 сентября 1886 г.). До тех пор в метеоритах находили уголь и графит (особое изменение — клифтонит), алмаз же лишь подозревали. … Такой же алмаз нашли в метеорите Canon Diablo в Америке и др. Россель (1896) нашёл в закаленной стали мельчайшие частицы алмаза.
— Д. М. Менделеев. Основы химии.
В 1888 году за анализ Ново-Урейского метеорита М. В. Ерофееву присвоена Ломоносовская премия (с профессором П. А. Лачиновым ) — учёные первыми в мире выявили присутствие алмазов в метеоритах, открытие это стало основой для получения искусственного алмаза Ш. Фриделем, К. Д. Хрущёвым и А. Муассаном (1893).
С 1 июня 1875 года по 1 сентября того же года был в командировке на Урале. 1 сентября 1879 года назначен экстраординарным профессором Варшавского университета. 9 января 1880 года назначен доцентом минералогии и геогнозии в Лесном институте. В 1888 году стал лауреатом Ломоносовской премии.
Скончался 19 (31) декабря 1888 года в Санкт-Петербурге.

## Труды
- Кристаллографические и кристаллооптические исследования турмалинов: Дис., представл. в Физ.-мат. фак. С.-Петерб. ун-та для получения степ. магистра минералогии и геогнозии / [Соч.] Михаила Ерофеева. — Санкт-Петербург: тип. Имп. Акад. наук, 1870
- Курс минералогии, составленный по лекциям профессора С.-Петербургского земледельческого института М. В. Ерофеева. — Санкт-Петербург: лит. Пазовского, 1874—1875
- Лекции по минералогии: Чит. в С.-Петерб. лесн. ин-те проф. М. Ерофеевым. — Санкт-Петербург: типо-лит. С. Ф. Яздовского, 1881—1882
- Кристаллы магнитного железняка из горы Благодать: Заметка Михаила Ерофеева. — [Санкт-Петербург, 1882]
- Описание ново-урейского метеорита, С.-Петербургского лесного института / [Соч.] Доц. М. Ерофеева и проф. П. Лачинова. — Санкт-Петербург: тип. В. Безобразова и К°, 1888.